# 姚鳳磐
姚鳳磐（1932年8月10日—2004年6月26日），安徽寿县人，台灣電影導演。曾任《中华日报》、《联合报》记者、编辑，《征信新闻报》主编及主笔。曾於1956年獲台北記者工會新聞採訪獎，並撰寫影評，1968年獲得中國文藝學會影劇評論文藝獎。1971年並獲得十大傑出青年。
他自創的鬼片風格曾在華人世界裡獨領風潮，是台灣1970年代家喻戶曉的「鬼片之王」，並被當地媒體影評譽為「恐怖大師」以及「搞鬼專家」。
1974年，姚鳳磐憑著一部創新的聊齋電影《秋燈夜雨》而聲名大噪，其後他自編自導，並研究出新型態的鬼戲，如台灣第一部時裝鬼片《鬼嫁》、《舊鎖》、《夜變》，以及華人電影史上第一部時裝喜劇鬼片《討厭鬼》等作品。
姚鳳磐的鬼片作品《古厝夜語》和《寒夜青燈》曾於1979年和1977年分別參加西班牙恐怖影展、多倫多影展和舊金山影展，其中《古厝夜語》（又名《招魂》）獲得了西班牙恐怖影展的最佳音效特別獎。

## 電影作品
- 辛十四娘（1966）
- 雪娘（1970）
- 秋燈夜雨（1974）
- 寒夜青燈（1975）
- 藍橋月冷（1975）
- 鬼嫁（1976）
- 子夜歌（1976）
- 月牙兒（1976）
- 殘燈幽靈三更天（1977）
- 殘月陰風吹古樓（1977）
- 血夜花（1977）
- 古厝夜語（1979）
- 夜變（1979）
- 索命三娘（1979）
- 玄機（1980）
- 討厭鬼（1980）
- 冤魂不散（1981）
- 鬼屋禁地（1981）
- 半夜人（1981）
- 九彎十八轉（1982）
- 三更半夜鬼鬧房（1986）

## 外部連結
- 姚鳳磐在互联网电影资料库（IMDb）上的資料（英文）
- 在AllMovie上姚鳳磐的頁面（英文）
- 姚鳳磐在香港影庫上的簡介 （繁體中文）
- 姚鳳磐在豆瓣上的资料（简体中文）
- 姚鳳磐在时光网上的簡介（简体中文）
- 財團法人國家電影資料館 - 姚鳳磐 　Yao Feng-Pan（页面存档备份，存于）
- 姚鳳磐夫妻檔刻苦銘心，HKFA Newsletter，May 2010，頁11。